# 扬弃
扬弃（德語：Aufheben）是一个具有几个自相矛盾含义的德语词语，其意思包括“举起”、“取消”、“中止”和“升华”。在哲学中，德国哲学家黑格尔用该词解释“正题”与“反题”互动时发生的现象。